# 花のメルヘン
「花のメルヘン」（花の―）は、日本の重唱団グループであるダーク・ダックスが、1970年〈昭和45年〉に発表した楽曲（ホーム・ソング）。

## 解説
本曲はもともと、1969年にRCAレコードからデビューしたアイドル歌手・北野ルミのデビュー曲「初めての恋」のB面に収録されていた曲であり、これをダーク・ダックスがカバーする形でレコーディングし、発売したものである。
ダーク・ダックス盤では冒頭に幼女の声でセリフが挿入されているのが特色。このセリフを担当した幼女は水原茂（元東京讀賣巨人軍監督）の孫娘であったとされる。
本曲はオリジナルコンフィデンス（現：オリコン）チャートで最高14位を記録した。また、編曲を担当した作曲家の服部克久は、本曲により第13回日本レコード大賞編曲賞を受賞した。

## 収録曲
1. 花のメルヘン（BS-1284）

作詩・作曲：敏トシ、編曲：服部克久
1. うす紫のたそがれ

作詩：中村五郎、作曲・編曲：小林亜星